# Золотий кубок КОНКАКАФ 2007
Золотий кубок КОНКАКАФ 2007 (англ. 2007 CONCACAF Gold Cup) — 19-й розіграш чемпіонату КОНКАКАФ (9-й розіграш під найменуванням Золотий кубок КОНКАКАФ), організований КОНКАКАФ, що відбувся з 6 по 24 червня 2007 року.
Турнір проходив у США в шести містах. Формат турніру залишався старим: 12 учасників були розбиті на три групи по чотири країни. До чвертьфіналів проходили по дві найкращі команди з кожної групи і дві кращих команди, що посіли третє місце. Вперше за багато розіграшів на турнір не були запрошені команди-гості, а всі 12 учасників представляли КОНКАКАФ.
Володарем Золотого кубку вдруге поспіль стала збірна США, яка у фіналі з рахунком 2:1 обіграла Мексику.

## Кваліфікація

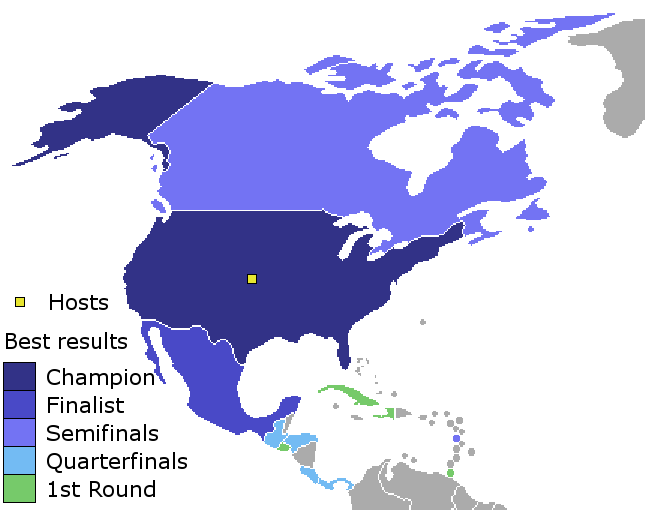
Карта учасників

| Збірна                      | Кваліфікувіалась                                | Участь                    |
| Північноамериканська зона   | Північноамериканська зона                       | Північноамериканська зона |
| --------------------------- | ----------------------------------------------- | ------------------------- |
| США                         | Господар                                        | 9-та                      |
| Мексика                     | Автоматично                                     | 9-та                      |
| Канада                      | Автоматично                                     | 8-ма                      |
| Карибська зона              |                                                 |                           |
| Гаїті                       | Переможець Карибського кубка 2007               | 3-тя                      |
| Тринідад і Тобаго           | 2 місце на Карибському кубку 2007               | 7-ма                      |
| Куба                        | 3 місце на Карибському кубку 2007               | 5-та                      |
| Гваделупа                   | 4 місце на Карибському кубку 2007               | 1-ша                      |
| Центральноамериканська зона |                                                 |                           |
| Коста-Рика                  | Переможець Кубка націй Центральної Америки 2007 | 8-ма                      |
| Панама                      | 2 місце на Кубку націй Центральної Америки 2007 | 3-тя                      |
| Гватемала                   | 3 місце на Кубку націй Центральної Америки 2007 | 8-ма                      |
| Сальвадор                   | 4 місце на Кубку націй Центральної Америки 2007 | 5-та                      |
| Гондурас                    | 5 місце на Кубку націй Центральної Америки 2007 | 8-ма                      |

## Стадіони
| Фоксборо          | Східний Рутерфорд | Карсон             |
| ----------------- | ----------------- | ------------------ |
| «Жилетт Стедіум»  | «Джаєнтс Стедіум» | «Хоум Діпо Сентер» |
| Місткість: 68,756 | Місткість: 80,042 | Місткість: 27,000  |
|                   |                   |                    |
| Маямі             | Чикаго            | Х'юстон            |
| Оранж Боул        | «Солджер-філд»    | «Релаянт Стедіум»  |
| Місткість: 72,319 | Місткість: 71,500 | Місткість: 71,500  |
|                   |                   |                    |

## Груповий етап

### Група A
| Команда    | М | В | Н | П | ГЗ | ГП | РГ | О |
| ---------- | - | - | - | - | -- | -- | -- | - |
| Канада     | 3 | 2 | 0 | 1 | 5  | 3  | +2 | 6 |
| Коста-Рика | 3 | 1 | 1 | 1 | 3  | 3  | 0  | 4 |
| Гваделупа  | 3 | 1 | 1 | 1 | 3  | 3  | 0  | 4 |
| Гаїті      | 3 | 0 | 2 | 1 | 2  | 4  | −2 | 2 |

| 6 червня 2007 19:00 UTC−4 |

| Коста-Рика  | 1–2      | Канада             |
| ----------- | -------- | ------------------ |
| Сентено 56' | Протокол | де Гузман 57', 73' |

| Оранж Боул, Маямі Глядачів: 17,420 Арбітр: Енріко Вейнгарде (Суринам) |

| 6 червня 2007 21:00 UTC−4 |

| Гваделупа  | 1–1      | Гаїті           |
| ---------- | -------- | --------------- |
| Фістон 54' | Протокол | Чері 36' (пен.) |

| Оранж Боул, Маямі Глядачів: 17,420 Арбітр: Террі Вон (США) |

| 9 червня 2007 19:00 UTC−4 |

| Канада     | 1–2      | Гваделупа                 |
| ---------- | -------- | ------------------------- |
| Джерба 35' | Протокол | Англома 10' Флеріваль 37' |

| Оранж Боул, Маямі Глядачів: 22,529 Арбітр: Ніл Брізай (Тринідад і Тобаго) |

| 9 червня 2007 21:00 UTC−4 |

| Гаїті      | 1–1      | Коста-Рика  |
| ---------- | -------- | ----------- |
| Бусіко 71' | Протокол | Сентено 62' |

| Оранж Боул, Маямі Глядачів: 22,529 Арбітр: Кортні Кемпбелл (Ямайка) |

| 11 червня 2007 19:00 UTC−4 |

| Коста-Рика  | 1–0      | Гваделупа |
| ----------- | -------- | --------- |
| Сентено 14' | Протокол |           |

| Оранж Боул, Маямі Глядачів: 15,892 Арбітр: Енріко Вейнгарде (Суринам) |

| 11 червня 2007 21:00 UTC−4 |

| Гаїті | 0–2      | Канада                     |
| ----- | -------- | -------------------------- |
|       | Протокол | Де Розаріо 31', 35' (пен.) |

| Оранж Боул, Маямі Глядачів: 15,892 Арбітр: Марко Антоніо Родрігес (Мексика) |

### Група B
| Команда           | М | В | Н | П | ГЗ | ГП | РГ | О |
| ----------------- | - | - | - | - | -- | -- | -- | - |
| США               | 3 | 3 | 0 | 0 | 7  | 0  | +7 | 9 |
| Гватемала         | 3 | 1 | 1 | 1 | 2  | 2  | 0  | 4 |
| Сальвадор         | 3 | 1 | 0 | 2 | 2  | 6  | −4 | 3 |
| Тринідад і Тобаго | 3 | 0 | 1 | 2 | 2  | 5  | −3 | 1 |

| 7 червня 2007 18:00 UTC−7 |

| США        | 1–0      | Гватемала |
| ---------- | -------- | --------- |
| Демпсі 26' | Протокол |           |

| «Хоум Діпо Сентер», Карсон Глядачів: 21,334 Арбітр: Хосе Пінеда (Гондурас) |

| 7 червня 2007 20:00 UTC−7 |

| Сальвадор           | 2–1      | Тринідад і Тобаго |
| ------------------- | -------- | ----------------- |
| Санчес 38' Алас 81' | Протокол | Спанн 8'          |

| «Хоум Діпо Сентер», Карсон Глядачів: 21,334 Арбітр: Херман Арредондо (Мексика) |

| 9 червня 2007 12:00 UTC−7 |

| Гватемала     | 1–0      | Сальвадор |
| ------------- | -------- | --------- |
| Контрерас 68' | Протокол |           |

| «Хоум Діпо Сентер», Карсон Глядачів: 27,000 Арбітр: Хав'єр Хаурегуї (Нідерландські Антильські острови) |

| 9 червня 2007 14:00 UTC−7 |

| Тринідад і Тобаго | 0–2      | США                  |
| ----------------- | -------- | -------------------- |
|                   | Протокол | Чінг 29' Джонсон 54' |

| «Хоум Діпо Сентер», Карсон Глядачів: 27,000 Арбітр: Роберто Морено (Панама) |

| 12 червня 2007 19:00 UTC−4 |

| США                                              | 4–0      | Сальвадор |
| ------------------------------------------------ | -------- | --------- |
| Бізлі 34', 90' Донован 45+1' (пен.) Твеллмен 73' | Протокол |           |

| «Жилетт Стедіум», Фоксборо Глядачів: 26,523 Арбітр: Беніто Арчундія (Мексика) |

| 12 червня 2007 21:00 EDT |

| Тринідад і Тобаго | 1–1      | Гватемала |
| ----------------- | -------- | --------- |
| Макфарлейн 87'    | Протокол | Руїс 83'  |

| «Жилетт Стедіум», Фоксборо Глядачів: 26,523 Арбітр: Хосе Пінеда (Гондурас) |

### Група C
| Команда  | М | В | Н | П | ГЗ | ГП | РГ | О |
| -------- | - | - | - | - | -- | -- | -- | - |
| Гондурас | 3 | 2 | 0 | 1 | 9  | 4  | +5 | 6 |
| Мексика  | 3 | 2 | 0 | 1 | 4  | 3  | +1 | 6 |
| Панама   | 3 | 1 | 1 | 1 | 5  | 5  | 0  | 4 |
| Куба     | 3 | 0 | 1 | 2 | 3  | 9  | −6 | 1 |

| 8 червня 2007 19:00 UTC−4 |

| Панама                             | 3–2      | Гондурас                |
| ---------------------------------- | -------- | ----------------------- |
| Рівера 33' Б. Перес 42' Гарсес 83' | Протокол | Гевара 40' Костлі 90+2' |

| «Джаєнтс Стедіум», Східний Рутерфорд Глядачів: 20,230 Арбітр: Маурісіо Наварро (Канада) |

| 8 червня 2007 21:00 UTC−4 |

| Мексика                    | 2–1      | Куба           |
| -------------------------- | -------- | -------------- |
| Борхетті 38' Кастільйо 56' | Протокол | Алькантара 23' |

| «Джаєнтс Стедіум», Східний Рутерфорд Глядачів: 20,230 Арбітр: Хоель Агілар (Сальвадор) |

| 10 червня 2007 16:00 UTC−4 |

| Гондурас        | 2–1      | Мексика           |
| --------------- | -------- | ----------------- |
| Костлі 57', 90' | Протокол | Бланко 29' (пен.) |

| «Джаєнтс Стедіум», Східний Рутерфорд Глядачів: 68,123 Арбітр: Вальтер Кесада (Коста-Рика) |

| 10 червня 2007 18:00 UTC−4 |

| Панама                  | 2–2      | Куба                      |
| ----------------------- | -------- | ------------------------- |
| Гарсес 14' Б. Перес 45' | Протокол | Коломе 27' Алькантара 74' |

| «Джаєнтс Стедіум», Східний Рутерфорд Глядачів: 68,123 Арбітр: Лі Девіс (Тринідад і Тобаго) |

| 13 червня 2007 19:00 UTC−5 |

| Куба | 0–5      | Гондурас                                  |
| ---- | -------- | ----------------------------------------- |
|      | Протокол | Павон 3', 12', 42', 53' Гевара 90' (пен.) |

| «Релаянт Стедіум», Х'юстон Глядачів: 68,417 Арбітр: Хоель Агілар (Сальвадор) |

| 13 червня 2007 21:00 UTC−5 |

| Мексика      | 1–0      | Панама |
| ------------ | -------- | ------ |
| Сальсідо 60' | Протокол |        |

| «Релаянт Стедіум», Х'юстон Глядачів: 68,417 Арбітр: Карлос Батрес (Гватемала) |

### Відбір кращих третіх місць
| Г | Команда   | М | В | Н | П | ГЗ | ГП | РГ | О |
| - | --------- | - | - | - | - | -- | -- | -- | - |
| C | Панама    | 3 | 1 | 1 | 1 | 5  | 5  | 0  | 4 |
| A | Гваделупа | 3 | 1 | 1 | 1 | 3  | 3  | 0  | 4 |
| B | Сальвадор | 3 | 1 | 0 | 2 | 2  | 6  | −4 | 3 |

## Плей-оф
|  | Чвертьфінали         | Чвертьфінали       |                    |   | Півфінали | Півфінали |  |  | Фінал | Фінал |
|  |                      |                    |                    |   |           |           |  |  |       |       |
|  | 16 червня - Фоксборо |                    |                    |   |           |           |  |  |       |       |
|  |                      |                    |                    |   |           |           |  |  |       |       |
|  | Канада               | 3                  |                    |   |           |           |  |  |       |       |
|  | Канада               | 3                  | 21 червня — Чикаго |   |           |           |  |  |       |       |
|  | Гватемала            | 0                  |                    |   |           |           |  |  |       |       |
|  | Гватемала            | 0                  | Канада             | 1 |           |           |  |  |       |       |
|  | 16 червня — Фоксборо |                    | Канада             | 1 |           |           |  |  |       |       |
|  |                      | США                | 2                  |   |           |           |  |  |       |       |
|  | США                  | США                | 2                  | 2 |           |           |  |  |       |       |
|  | США                  |                    | 24 червня — Чикаго | 2 |           |           |  |  |       |       |
|  | Панама               | 1                  |                    |   |           |           |  |  |       |       |
|  | Панама               | 1                  | США                | 2 |           |           |  |  |       |       |
|  | 17 червня — Х'юстон  |                    | США                | 2 |           |           |  |  |       |       |
|  |                      | Мексика            | 1                  |   |           |           |  |  |       |       |
|  | Гондурас             | Мексика            | 1                  | 1 |           |           |  |  |       |       |
|  | Гондурас             | 21 червня — Чикаго |                    | 1 |           |           |  |  |       |       |
|  | Гваделупа            | 2                  |                    |   |           |           |  |  |       |       |
|  | Гваделупа            | 2                  | Гваделупа          | 0 |           |           |  |  |       |       |
|  | 17 червня — Х'юстон  |                    | Гваделупа          | 0 |           |           |  |  |       |       |
|  |                      | Мексика            | 1                  |   |           |           |  |  |       |       |
|  | Мексика (д.ч.)       | Мексика            | 1                  | 1 |           |           |  |  |       |       |
|  | Мексика (д.ч.)       |                    |                    | 1 |           |           |  |  |       |       |
|  | Коста-Рика           | 0                  |                    |   |           |           |  |  |       |       |
|  | Коста-Рика           | 0                  |                    |   |           |           |  |  |       |       |

### Чвертьфінали
| 16 червня 2007 13:00 UTC−4 |

| Канада                         | 3–0      | Гватемала |
| ------------------------------ | -------- | --------- |
| Де Розаріо 17' Джерба 33', 44' | Протокол |           |

| «Жилетт Стедіум», Фоксборо Глядачів: 22,412 Арбітр: Кортні Кемпбелл (Ямайка) |

| 16 червня 2007 16:00 UTC−4 |

| США                              | 2–1      | Панама       |
| -------------------------------- | -------- | ------------ |
| Донован 60' (пен.) Боканегра 62' | Протокол | Б. Перес 85' |

| «Жилетт Стедіум», Фоксборо Глядачів: 22,412 Арбітр: Ніл Брізан (Тринідад і Тобаго) |

| 17 червня 2007 14:00 UTC−5 |

| Мексика      | 1–0 (д.ч.) | Коста-Рика |
| ------------ | ---------- | ---------- |
| Борхетті 97' | Протокол   |            |

| «Релаянт Стедіум», Х'юстон Глядачів: 70,092 Арбітр: Террі Вон (США) |

| 17 червня 2007 17:00 UTC−5 |

| Гондурас  | 1–2      | Гваделупа              |
| --------- | -------- | ---------------------- |
| Павон 70' | Протокол | Англома 17' Сокріє 20' |

| «Релаянт Стедіум», Х'юстон Глядачів: 70,092 Арбітр: Маурісіо Наварро (Канада) |

### Півфінали
| 21 червня 2007 18:00 UTC−5 |

| Канада   | 1–2      | США                           |
| -------- | -------- | ----------------------------- |
| Г'юм 76' | Протокол | Гейдук 39' Донован 45' (пен.) |

| «Солджер-філд», Чикаго Глядачів: 50,760 Арбітр: Беніто Арчундія (Мексика) |

| 21 червня 2007 21:00 UTC−5 |

| Мексика   | 1–0      | Гваделупа |
| --------- | -------- | --------- |
| Пардо 70' | Протокол |           |

| «Солджер-філд», Чикаго Глядачів: 50,760 Арбітр: Роберто Морено (Панама) |

## Фінал
| 24 червня 2007 14:00 UTC−5 |

| США                              | 2–1      | Мексика      |
| -------------------------------- | -------- | ------------ |
| Донован 62' (пен.) Фейлгабер 73' | Протокол | Гвардадо 44' |

| «Солджер-філд», Чикаго Глядачів: 60,000 Арбітр: Карлос Батрес (Гватемала) |

## Нагороди
| Золотий кубок КОНКАКАФ 2007 |
| --------------------------- |
| США 4-й титул               |

| Найкращий бомбардир: | Найцінніший гравець: | Найкращий голкіпер: | Нагорода Fair Play: |
| -------------------- | -------------------- | ------------------- | ------------------- |
| Карлос Павон         | Джуліан де Гузман    | Франк Грандель      | Гондурас            |

Символічна збірна
| Основний склад | Основний склад                                             | Основний склад                                                | Основний склад          |
| Воротар        | Захисники                                                  | Півзахисники                                                  | Нападники               |
| -------------- | ---------------------------------------------------------- | ------------------------------------------------------------- | ----------------------- |
| Франк Грандель | Феліпе Балой Річард Гастінгс Френкі Гейдук Карлос Сальсідо | Вальтер Сентено Джуліан де Гузман Пабло Мастроені Павел Пардо | Карлос Павон Блас Перес |

| Запасні     | Запасні                        | Запасні                        | Запасні                       |
| Воротар     | Захисники                      | Півзахисники                   | Нападники                     |
| ----------- | ------------------------------ | ------------------------------ | ----------------------------- |
| Хосе Поррас | Самуель Кабальєро Пол Сталтері | Дамаркус Бізлі Андрес Гвардадо | Жослен Англома Лендон Донован |